# Il gabbiano infelice
Il gabbiano infelice è una raccolta del musicista italiano Il Guardiano del Faro (Federico Monti Arduini), pubblicata nel 1976 dalla Dischi Ricordi per la serie economica Orizzonte.
Il disco contiene esclusivamente interpretazioni di brani altrui o tradizionali – come il singolo di successo del 1972 da cui prende il titolo – tratte dai primi due album dell'artista milanese, L'uomo e il mare (1972) e ...Per chi si ama come noi (1973), ossia gli unici due da lui incisi per la Ricordi fino ad allora.

## Tracce
Lato A
1. Il gabbiano infelice (New Britain/Amazing Grace, strumentale) – 3:18 (musica: tradizionale, arr. F. M. Arduini)
2. Airport Love Theme (strumentale) – 4:41 (musica: Alfred Newman)
3. I Can See Clearly Now (strumentale) – 2:48 (musica: Johnny Nash)
4. He (strumentale) – 2:58 (musica: Lana Sébastian, Paul Sébastian)
5. Stardust (strumentale) – 3:05 (musica: Hoagy Carmichael)
6. IX Sinfonia IV Movimento – allegro alla marcia (strumentale) – 2:54 (musica: Ludwig van Beethoven, arr. F. M. Arduini)

Lato B
1. The Windmills of Your Mind (strumentale) – 3:26 (musica: Michel Legrand)
2. Summer of '42 (strumentale) – 3:57 (musica: Michel Legrand)
3. Daniel (strumentale) – 2:45 (musica: Elton John)
4. Il padrino (strumentale) – 2:54 (musica: Nino Rota)
5. My Love (strumentale) – 3:58 (musica: Paul McCartney, Linda McCartney)
6. Canto d'amore indiano (strumentale) – 3:05 (musica: Rudolf Friml)